# Emil Brunner

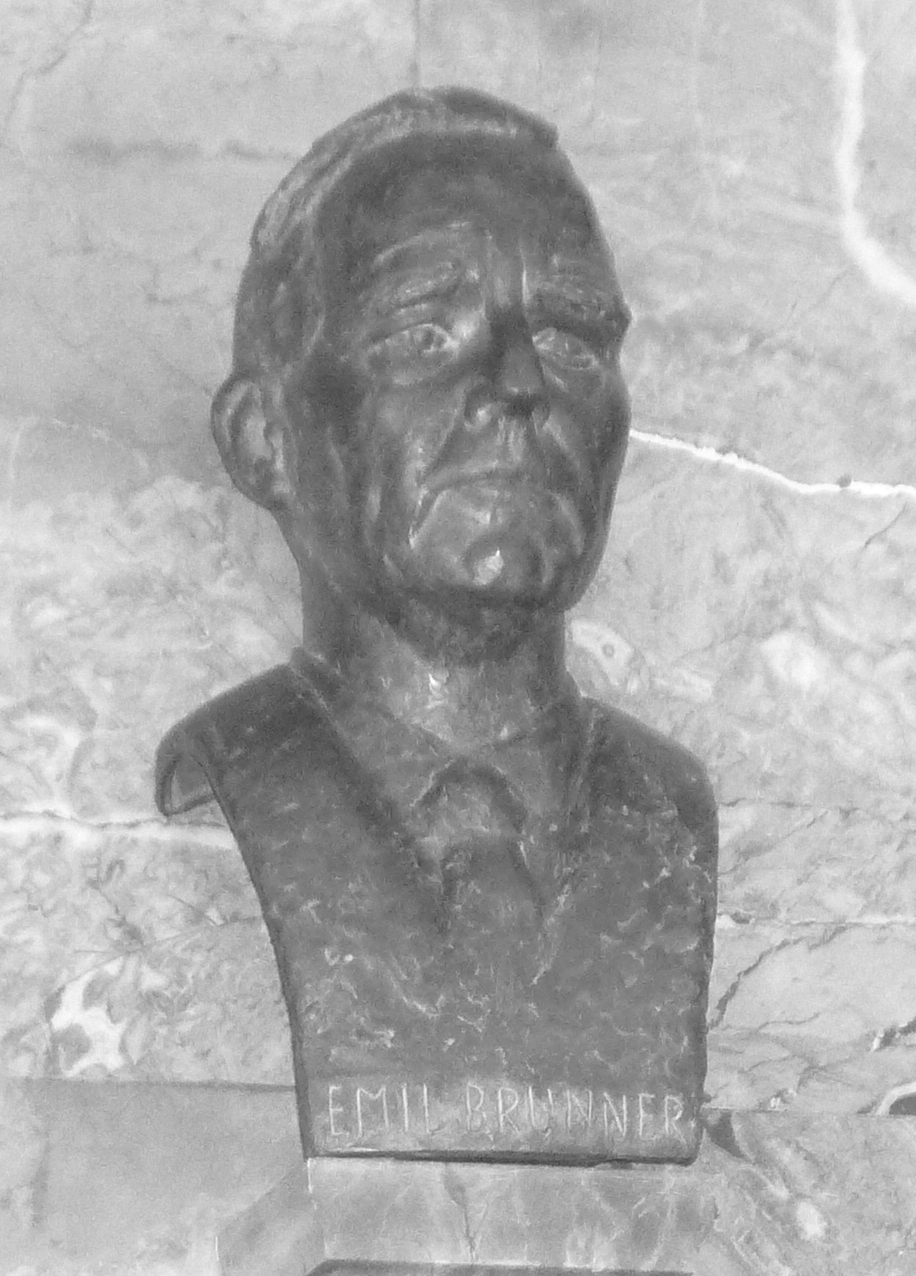
Emil Brunner

Heinrich Emil Brunner (Winterthur, 23 december 1889 – Zürich, 6 april 1966) was een Zwitsers gereformeerd predikant en hoogleraar theologie. Samen met Karl Barth was hij een van de grondleggers van de dialectische theologie, maar later scheidden hun wegen.

## Biografie
Brunner studeerde theologie in Zürich en Berlijn en promoveerde in 1912. Daarna werkte hij een jaar als taalleraar in Engeland. Na een vicariaat bij de religieus socialist Heinz Kutter, was hij van 1916 tot 1924 predikant van Obstalden. In 1924 werd Brunner hoogleraar systematische en praktische theologie  aan de Universiteit van Zürich, nadat hij vanaf 1922 daar al had gewerkt als Privatdozent. Na zijn emeritaat in 1953 onderwees hij nog twee jaar christelijke filosofie aan de Internationale Christelijke Universiteit in Tokio. Brunner was actief betrokken bij de oecumenische beweging en was in 1948 afgevaardigde naar de oprichtingsvergadering van de Wereldraad van Kerken in Amsterdam. Hij was een veelgevraagd gastspreker, vooral in de Verenigde Staten van Amerika en Japan.

## Theologie
Emil Brunner was aanvankelijk aanhanger van de dialectische theologie, die stelde dat er een radicale breuk tussen God en de menselijke natuur en cultuur is. Zij keerde zich met name tegen de natuurlijke theologie die zocht naar een aanknopingspunt tussen mens en God. Brunner leverde verschillende bijdragen aan Zwischen den Zeiten, het tijdschrift van de beweging, maar koos later eigen wegen.
Brunner stelde in Natur und Gnade: zum Gespräch mit Karl Barth (1934) dat de mens nooit volledig het "beeld van God" verloren had en dat het dus nog steeds mogelijk was om bij de mens een aanknopingspunt voor het christelijk geloof te zoeken. Hij onderbouwde dit door te wijzen op de gerichtheid van de mens op de ontmoeting met de (A)nder. Om het christelijk geloof te verbreiden was een diepgaande ontmoeting met de moderne cultuur nodig. Brunners boek  riep een zeer felle reactie van Barth op, getiteld Nein! Antwort an Emil Brunner (1934). Barth beschouwde Brunners standpunt als een terugkeer naar alles waar de dialectische theologie jaren tegen gestreden had. Brunner hield echter wel vast aan het dialectische uitgangspunt dat het spreken van God het allesbepalende criterium voor de theologie diende te zijn. Hij werkte dit uit in zijn publicaties over ethiek zoals Das Gebot und die Ordnungen (1932) en Gerechtigkeit (1943).
Brunners theologie heeft een sterk missionair karakter. Zijn doel was het vinden van wegen om de moderne mens te bereiken. Hiertoe was hij tijdelijk ook bereid om samen te werken met een beweging als de Oxford Group (morele herbewapening), totdat deze haar christelijke karakter opgaf. Brunners openheid tegenover de moderne cultuur weerhield hem er niet van om bepaalde elementen hiervan zoals liberalisme, sciëntisme en evolutionisme als uitingen van menselijke trots en hoogmoed te veroordelen.

## Invloed
Brunners theologische opvattingen waren richtinggevend bij de oprichting van de CDU. Uit zijn advieswerk voor ondernemers en vakbondsleiders ontstond de Heimstätte Boldern.

## Voornaamste werken
- Erlebnis, Erkenntis und Glaube (1921; Habilitation)
- Der Mittler (1927)
- Das Gebot und die Ordnungen (1932)
- Natur und Gnade: zum Gespräch mit Karl Barth (1934)
- Der Mensch im Widerspruch (1937)
- Wahrheit als Begegnung (1938)
- Gerechtigkeit: eine Lehre von den Grundsätzen der Gesellschaftsordnung (1943)
- Dogmatik (1946-1960; 3 delen)

### Nederlandse vertalingen
- De theologie der crisis (1929; orig. The theology of crisis)
- Het woord en de wereld (1931; orig. The word and the world)
- Eros en liefde (1934; orig. "Eros und Liebe")
- Ons geloof (1935; 1966, 11e druk; orig. Unser Glaube)
- De kerken, de Groepbeweging en de Kerk van Jezus Christus (1937; orig. Die Kirchen, die Gruppenbewegung und die Kirche Jesu Christi)
- Het Woord Gods en de moderne mensch (1938; orig. Das Wort Gottes und der moderne Mensch)
- God en mensch: preeken en voordrachten (1940)
- Geloof en wetenschap (1943; orig. Glaube und Forschung)
- De boodschap van Christus aan de na-oorlogse jeugd (1946)
- De kerk en de ordening (1948)
- Gerechtigheid: een leer van de grondbeginselen ener maatschappelijke orde (1948; orig. Gerechtigkeit: eine Lehre von den Grundsätzen der Gesellschaftsordnung)

- Base de données des élites suisses: 63047
- Bibsys: 90139546
- Bibliothèque nationale de France: cb12030037d (data)
- CiNii: DA00453752
- Gemeinsame Normdatei: 118516175
- Historisch woordenboek van Zwitserland: 010450
- International Standard Name Identifier: 0000 0001 1025 7940
- Library of Congress Control Number: n79026678
- Nationale Bibliotheek van Letland: 000012976
- Bibliotheek van het Japanse parlement: 00434642
- Nationale Bibliotheek van Tsjechië: ola2002157569
- Nationale Bibliotheek van Israël: 987007258999705171
- Nationale Bibliotheek van Polen: a0000001611149
- Nederlandse Thesaurus van Auteursnamen: 068572778
- Istituto Centrale per il Catalogo Unico: LO1V321710
- LIBRIS: 43350
- SNAC: w6835spq
- Système universitaire de documentation: 028471555
- Trove: 1228345
- Virtual International Authority File: 44313598
- WorldCat: E39PBJqFPrVtYv9qRDg7yBxMT3